# سیارا واتلینگ
سیارا واتلینگ (انگلیسی: Ciara Watling؛ زادهٔ ۱۸ اوت ۱۹۹۲) بازیکن فوتبال اهل بریتانیا است.
وی همچنین در تیم ملی فوتبال Northern Ireland بازی کرده‌است.